# Waterkrachtcentrale Annapolis Royal
De waterkrachtcentrale van Annapolis Royal was de eerste en enige getijdencentrale van Noord-Amerika en een van de drie in de wereld. Ze ligt stroomopwaarts van Annapolis Royal in Nova Scotia. De centrale heeft een piekcapaciteit van 20 megawatt (MW) en leverde dagelijks zo’n 80-100 MWh aan elektriciteit. Dit is genoeg om 4500 huishoudens van stroom te voorzien. De eigenaar is Nova Scotia Power.

## Geschiedenis
De bouw begon in 1980 en het kwam in bedrijf 1984. Ze werd gebouwd door Nova Scotia Power, een Canadees nutsbedrijf. In 1960 was er al een dam gebouwd in de rivier Annapolis om deze tak van de Fundybaai af te sluiten. In de dam, tussen Annapolis Royal en Granville Ferry, zijn spuisluizen om het overtollige water af te voeren naar zee. Met deze dam verdween de noodzaak om de  dijken achter de dam te versterken. Twee decennia werd het besluit genomen om in de dam ook een waterkrachtcentrale te bouwen.
De locatie aan de Fundybaai is aantrekkelijk vanwege het grote verschil tussen eb en vloed. Bij Annapolis Royal is dit zo'n zeven meter. Bij vloed staan de sluisdeuren open en stroomt het zeewater achter de dam. Wanneer het water achter de dam het hoogste punt heeft bereikt dan worden de sluisdeuren gesloten. Bij eb worden de deuren geopend als het hoogteverschil voor en achter de dam 1,6 meter bedraagt en dan stroomt het water via de turbine terug naar open zee. De turbine heeft een diameter van 7,6 meter en per seconde stroomt er zo’n 400 m³ water door. De turbine drijft een generator met een vermogen van 20 MW aan en elektriciteit wordt geproduceerd. Is het hoogteverschil kleiner dan 1,6 meter, dan staakt de elektriciteitsproductie en de cyclus start opnieuw wanneer het weer vloed wordt.

## Stopzetting
De centrale werd in april 2019 stilgelegd, toen een belangrijk onderdeel van de centrale faalde. Rond het zelfde moment kwam onderzoek naar boven, waaruit bleek dat veel vissen (onder andere de Amerikaanse elft) om het leven kwamen bij het passeren van de turbine. De centrale werd daarna nooit heropgestart.